# ویکی‌پدیای نپالی
ویکی‌پدیای نپالی نسخه نپالی وبگاه ویکی‌پدیا است. نپالی تا ۲۲ مه ۲۰۱۱ از نظر تعداد مقالات در رده نودوسوم ویکی‌پدیاها قرار داشت.
این دانشنامه تا ۱۵ سپتامبر ۲۰۱۱ با بیش از ۱۵٬۸۰۰ مقاله در رتبه نودم ویکی‌پدیاها قرار دارد.